# Lac Dubois
Lac Dubois är en sjö i Kanada.   Den ligger i regionen Saguenay–Lac-Saint-Jean och provinsen Québec, i den östra delen av landet, 400 km norr om huvudstaden Ottawa. Lac Dubois ligger 429 meter över havet. Arean är 7,6 kvadratkilometer. Den sträcker sig 5,6 kilometer i nord-sydlig riktning, och 6,1 kilometer i öst-västlig riktning.
I omgivningarna runt Lac Dubois växer i huvudsak blandskog. Trakten runt Lac Dubois är nära nog obefolkad, med mindre än två invånare per kvadratkilometer.